# Francia labdarúgó-bajnokság (harmadosztály)
A Championnat de France National a francia labdarúgó bajnokság harmadosztálya, ismertebb nevén National vagy Division 3. Ezért a bajnokságért is a Francia labdarúgó-szövetség felel, úgy mint a Ligue 1-ért és a Ligue 2-ért. 18 klub küzd azért, hogy a Ligue 2-be juthasson. A szezon augusztusban kezdődik és májusban ér véget. Ez idő alatt 34 mérkőzést játszanak le. Ez a bajnokság 1993-ban alakult a Francia labdarúgó-szövetség beleegyezésével.

## A bajnokság menete
Ebben a bajnokságban 18 csapat vesz részt. A szezon augusztusban kezdődik és májusban ér véget. Az UEFA-hoz illő módon a győztes 3, döntetlen esetén mindkét fél 1-1, vereség esetén 0 pontot kap. Ez idő alatt 34 mérkőzést játszanak le, amely két 17 mérkőzéses fordulóra bontódik. A tabellán a több pont, ha azonos pontjuk van, akkor a győzelmek száma, ha az is azonos, akkor az egymás elleni meccsek számítanak, ha az is döntetlen, akkor a lőtt gól számít a tabellán való elhelyezkedésről. A tabellán első három helyen álló dobogós csapat feljut a Ligue 2-be, az utolsó három pedig kiesik a negyedosztályba. A kupában mindegyik csapat részt vesz.

## 2022-2023-as résztvevők
A részt vevő 18 csapat:
- Avranches
- Borgo
- Bourg-Péronnas
- Châteauroux
- Cholet
- Concarneau
- Dunkerque
- Le Mans
- Le Puy
- Martigues
- Nancy
- Paris 13 Atletico
- Orléans
- Red Star
- Stade Briochin
- Sedan
- Versailles
- Villefranche

## Bajnokok és play-off-osok
Championnat National (1993–94, 1994-95, 1995-96, 1996–97)
1994. LB Châteauroux
1995. FC Lorient
1996. Sporting Toulon Var
1997. Nîmes Olympique

## Eredmények
| Szezon  | A csoport győztese | B csoport győztese |
| ------- | ------------------ | ------------------ |
| 1997–98 | AC Ajaccio         | Sedan              |
| 1998–99 | Louhans-Cuiseaux   | Créteil            |
| 1999-00 | Beauvais           | Martigues          |
| 2000–01 | Grenoble           | Amiens             |
| 2001–02 | Clermont           | Reims              |
| 2002–03 | Besançon           | Angers             |
| 2003–04 | Reims              | Brest              |
| 2004–05 | Valenciennes FC    | Valence            |
| 2005–06 | Niort              | Tours              |
| 2006–07 | Clermont (2)       | Boulogne           |
| 2007–08 | Vannes             | Tours              |
| 2008–09 | Istres             | Laval              |
| 2009–10 | Évian              | Reims              |
| 2010–11 | Bastia             | Amiens             |
| 2011–12 | Nîmes (2)          | Niort              |
| 2012–13 | Créteil            | Metz               |
| 2013–14 | US Orléans         | US Luzenac         |
| 2014–15 | Red Star           | Paris FC           |
| 2015–16 | Strasbourg         | Orléans            |
| 2016–17 | LB Châteauroux     | Quevilly-Rouen     |
| 2017–18 | Red Star (2)       | Béziers            |
| 2018–19 | Rodez              | Chambly            |
| 2019–20 | Pau                | Dunkerque          |
| 2020–21 | Bastia             | Quevilly-Rouen     |
| 2021–22 | Laval              | Annecy             |
| 2022–23 | Concarneau         | Dunkerque          |
| 2023–24 | Red Star           | Martigues          |
| 2024–25 | Nancy-Lorraine     | Le Mans            |

1. ↑  Bajnokság nem kerül befejezésre a szezon korai befejezése miatt.[1]